# IQ Возничего
IQ Возничего (лат. IQ Aurigae), HD 34452 — одиночная переменная звезда в созвездии Возничего на расстоянии приблизительно 474 световых лет (около 145 парсек) от Солнца. Визуальная звёздная величина звезды — от +5,43m до +5,35m. Возраст звезды оценивается как около 63,1 млн лет.

## Характеристики
IQ Возничего — бело-голубая вращающаяся переменная звезда типа Альфы² Гончих Псов (ACV) спектрального класса B9VpSi, или A0p, или A0pSi. Масса — около 3,95 солнечной, радиус — около 2,6 солнечного, светимость — около 263 солнечных. Эффективная температура — около 14454 К.